# Dlouhokrčka Pritchardova
Dlouhokrčka Pritchardova (Chelodina pritchardi) je druh želvy z čeledi matamatovití. Je endemitem části Papuy Nové Guineje. Jde o zranitelný taxon.

## Etymologie
Druhové jméno pritchardi (Pritchardova) odkazuje na britského herpetologa Petera Pritcharda.